# Stuhl (Möbel)

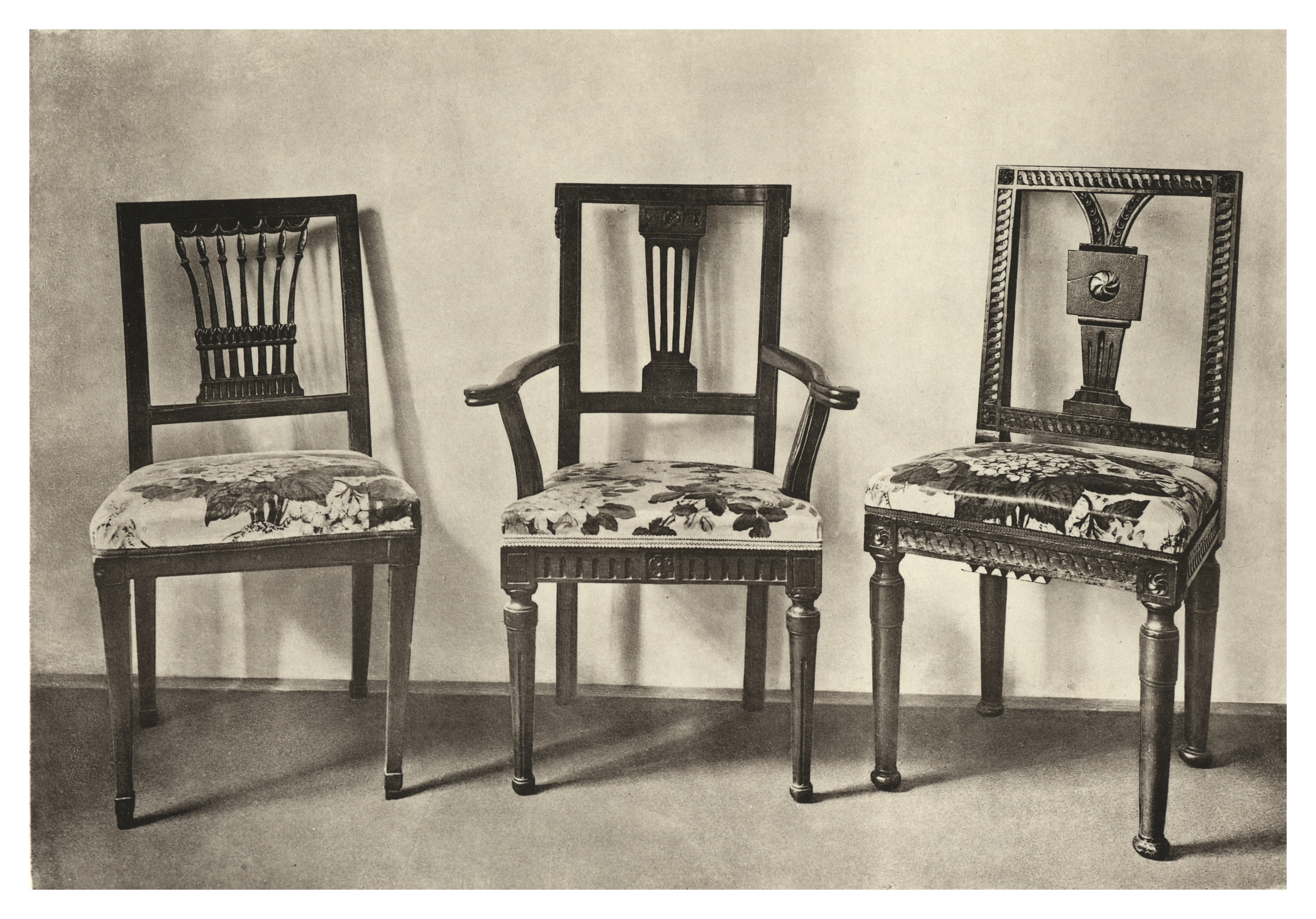
Stühle aus Nussholz geschnitzt, Mittelteile der Rückenlehnen englischen Vorbildern (Hepplewhite) nachempfunden; josephinisch, Ende 18. Jh.

Ein Stuhl (in Österreich oft Sessel) ist ein in vielen Varianten ausgeführtes Sitzmöbel für (meist) eine Person, das sich in der Regel aus einem Fußgestell, einer einfachen oder gepolsterten Sitzfläche und einer Rückenlehne zusammensetzt und sich von dem einfachen Schemel ohne Lehne und dem gepolsterten Armsessel unterscheidet. Die ideale Höhe der Sitzfläche liegt für die meisten Erwachsenen bei 42–48 cm. Sonderformen sind unter anderem Klapp- und Faltstühle, der Schaukelstuhl und der Kniestuhl. Die Herstellung von Stuhlmöbeln oblag bis ins 20. Jahrhundert der Berufsgruppe der Stuhlmacher.

## Etymologie
Das Wort Stuhl – althochdeutsch stuol ‚Sitz, Thron‘ (8. Jahrhundert), mittelhochdeutsch stuol (auch ‚Stuhlgang‘), altsächsisch / mittelniederdeutsch stōl, mittelniederländisch / niederländisch stoel, altenglisch stōl, englisch stool, altnordisch stōll, schwedisch stol, gotisch stōls (germanisch *stōla-) und litauisch pastõlas ‚Gestell, Ständer‘, altslawisch столъ ‚Sitz, Thron‘, russisch стол stol, deutsch ‚Tisch, Mahl, Büro, Zarenthron‘ – ist mit l-Suffix zur indoeuropäischen Wurzel *stā-, *stǝ- ‚stehen, stellen‘ gebildet.
Ausgehend von einer Bedeutung ‚Gestell‘ (bewahrt in Dach-, Glocken-, Fahr-, Webstuhl) entwickelt sich der Ausdruck im Germanischen zur Bezeichnung für ‚Hoch-, Ehrensitz, Thron‘ (eines Herrschers, Richters etc. – siehe auch Lehrstuhl, Stuhlherr oder Heiliger Stuhl).

## Geschichte des Sitzens

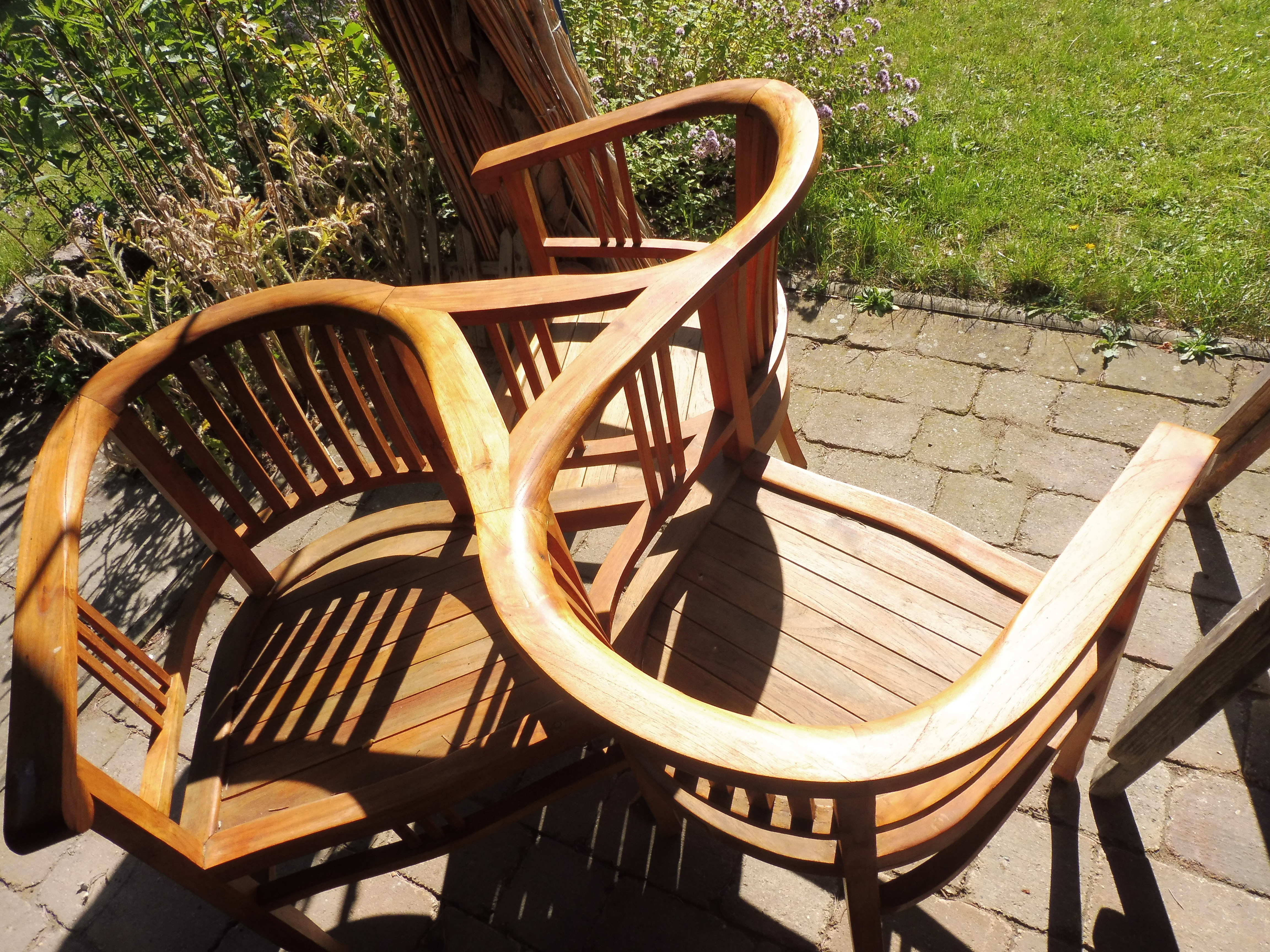
Dreierstuhl

Ursprünglich saßen die Menschen auf dem nackten Erdboden, auf Felsen oder auf umgekippten Baumstämmen; in kälteren Regionen legte man Tierfelle unter, flocht Matten, webte Decken oder knüpfte Teppiche. In einigen Kulturen Afrikas und Asiens saß man auch wie heute noch längere Zeit in einer Art „Hockstellung“.
Im Alten Ägypten saßen die Pharaonen auf einem Thron, wie Grabbeigaben, Wandgemälde und Steinskulpturen zeigen. Ebenso thronten die Könige des Vorderen Orients und die Kaiser von China auf steinernen oder hölzernen Sitzmöbeln als Zeichen ihres Machtstatus. In einfacheren Kreisen nutzte man – wenn überhaupt – einfache Handwerkerschemel mit einem geflochtenen Sitzbett.
Als Vorläufer des Brettstuhls kann der in der ersten Hälfte des zweiten Jahrtausends v. Chr. in Ägypten aufgekommene Arbeits-Schemel mit drei eingezapften Beinen bezeichnet werden. Doch auch von höheren Gesellschaftsschichten wurden um 1400 v. Chr. dreifüßige Schemel benutzt. Von Ägypten aus verbreitete sich der Dreibeinschemel in andere Kulturen, wie die des antiken Griechenlands und Roms. Auf römischen Darstellungen zeigt sich die Herausbildung einer vierfüßigen Variante mit viereckigem Sitz. Bis ins Mittelalter hinein war der Schemel mit eingezapften Füßen jedoch meist eine Sitzgelegenheit der unteren sozialen Schichten.
Die weitere Verbreitung der Sitzhaltung vollzog sich, beginnend mit den Thronen der Könige und Fürsten, an den Plätzen weltlicher und geistlicher Macht, in Herrscherhäusern und Klöstern (z. B. auf Holzbänken in Rittersälen oder auf Steinbänken in Kapitelsälen). Einzelstühle blieben jedoch für hochrangige Personen reserviert.
In der Folge, etwa ab dem 16. Jahrhundert, wurde die Praxis des Sitzens auf Stühlen vom erstarkenden Bürgertum oder von Gutsherren übernommen. Erst ab dem 18./19. Jahrhundert wurde das Sitzen auf Stühlen in weiten Bevölkerungskreisen allmählich zum Normalfall, wobei jedoch lange Zeit noch zwischen einem dem Hausherren vorbehaltenen Armstuhl und einfacheren Sitzmöbeln (Bänke, Hocker etc.) für die übrigen Familienangehörigen oder gar fürs Gesinde unterschieden wurde.

## Aufbau und Funktion

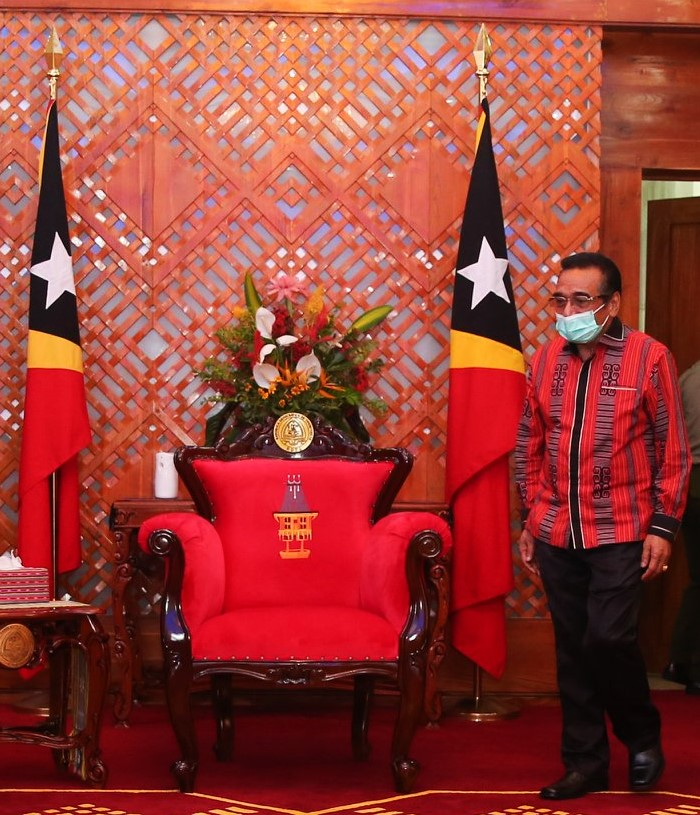
Stuhl des Präsidenten von Osttimor

Der normale oder einfache Stuhl besteht heute in der Regel aus den vier Stuhlbeinen, der Sitzfläche und der Rückenlehne. Entscheidend ist jedoch nicht nur deren Funktion, sondern auch deren Qualität. Hier spielen u. a. die Baugruppe der Stuhlfüße, das Material, die Stuhlfedern und das Polster bezüglich der Haltbarkeit eine entscheidende Rolle.
Sowohl Stuhlbeine als auch Sitzfläche und Lehne können von geringer, aber auch hoher Qualität sein. Ein hochwertiger Stuhl kann ein Leben lang halten, während ein völlig gleich aussehender Stuhl minderer Qualität unter Umständen schon nach einem Jahr ein defektes Polster oder ein gebrochenes Stuhlbein aufweist. Auch können Stühle mit minderwertigen, zu scharfkantigen Stuhlfüßen den Teppich, auf dem sie stehen, zerstören.
Folglich ist besonders für übergewichtige Menschen und Menschen mit Einschränkungen die Wahl des richtigen Stuhles eine anspruchsvolle Aufgabe. Es ist darauf hinzuweisen, dass Stühle in der Regel, vom Kinderstuhl und Spezialanfertigungen abgesehen, nicht für alle Gewichtsklassen konzipiert werden.
Ein Polster puffert den Stuhl ab; hierzu werden oft sogenannte Zick-Zack-Federn verwendet, die das gesamte Polster nach unten elastisch machen und so zur gleichmäßigen Gewichtsverteilung beitragen. Zudem findet man hierauf auch nochmals Sprungfedern, die verhindern, dass der Sitzende das Polster bis auf Höhe des Rahmens eindrückt.
Sieht man nach Umdrehen des Stuhls nur einen Rost, auf dem das Polster ruht, ist dieser Stuhl eher von minderer Qualität, sofern keine Sprungfedern auf dem Rost befestigt sind. Kann man nur ein Sperrholzbrett ausmachen, ist es sogar sehr wahrscheinlich, dass sich der Hersteller hier nur auf die Füllung der Polsterung verlässt. Die Belastung eines Stuhls ist aber eine andere als die eines Kopfkissens – ein ähnlicher Aufbau wirkt der Nachhaltigkeit des Stuhls daher auch deutlich entgegen.
Für den Stuhlbau haben sich heutzutage Materialien wie Aluminium und Stahl bewährt, da hier viele Nachteile des Holzes vermieden werden, siehe auch Holzschutz. Dennoch wirken Stühle aus diesen Materialien subjektiv oft kälter und unbehaglicher als Holzstühle.

## Deutsche Normen für Stuhl-Design und Sicherheit
- DIN EN 1335 Büromöbel – Büro-Arbeitsstuhl
- DIN EN 1728 Möbel – Sitzmöbel – Prüfverfahren zur Bestimmung der Festigkeit und Dauerhaltbarkeit
- DIN 68878 Stühle für den Wohnbereich – Gebrauchseigenschaften – Anforderungen und Prüfverfahren

## Zweckmäßigkeit und Statussymbol
Für die Ausstattung gastronomischer Betriebsstätten und Publikumseinrichtungen ist eine flexible Bestuhlung für verschiedene Besucherzahlen wichtig, auch für Privatpersonen mit Sitzmöglichkeiten im Freien. Dabei ist eine Stapelbarkeit der Stühle wichtig, damit der Stauraum bei Nichtnutzung klein bleibt.
Stühle dienen auch als Statussymbol. In einem Büro sticht oft ein „Chefsessel“ sofort durch Umfang, Größe, Exklusivität der Armlehnen, der suggerierten Aura von Schwere, Unverrückbarkeit usw. heraus. Charlie Chaplin baute darauf in seinem Film Der große Diktator auf, indem Adenoid Hynkel in einem übertrieben riesigen Sessel an einem überdimensionierten Schreibtisch Benzino Napoloni auf einem übertrieben kleinen Stuhl zu empfangen versucht.

## Überzug
Zum Schutz kostbarer Stühle vor Verschmutzung und Abnutzung, zur optischen Aufwertung und Vereinheitlichung unterschiedlicher Modelle, sowie zur Raumgestaltung werden Stühle gelegentlich mit dekorativem Stoff überzogen. Der Fachbegriff für solche Möbelüberzüge heißt Husse (von französisch la housse ‚Überwurf, Decke, Überzug, Schutzhülle‘).

## Sonstige Stuhltypen

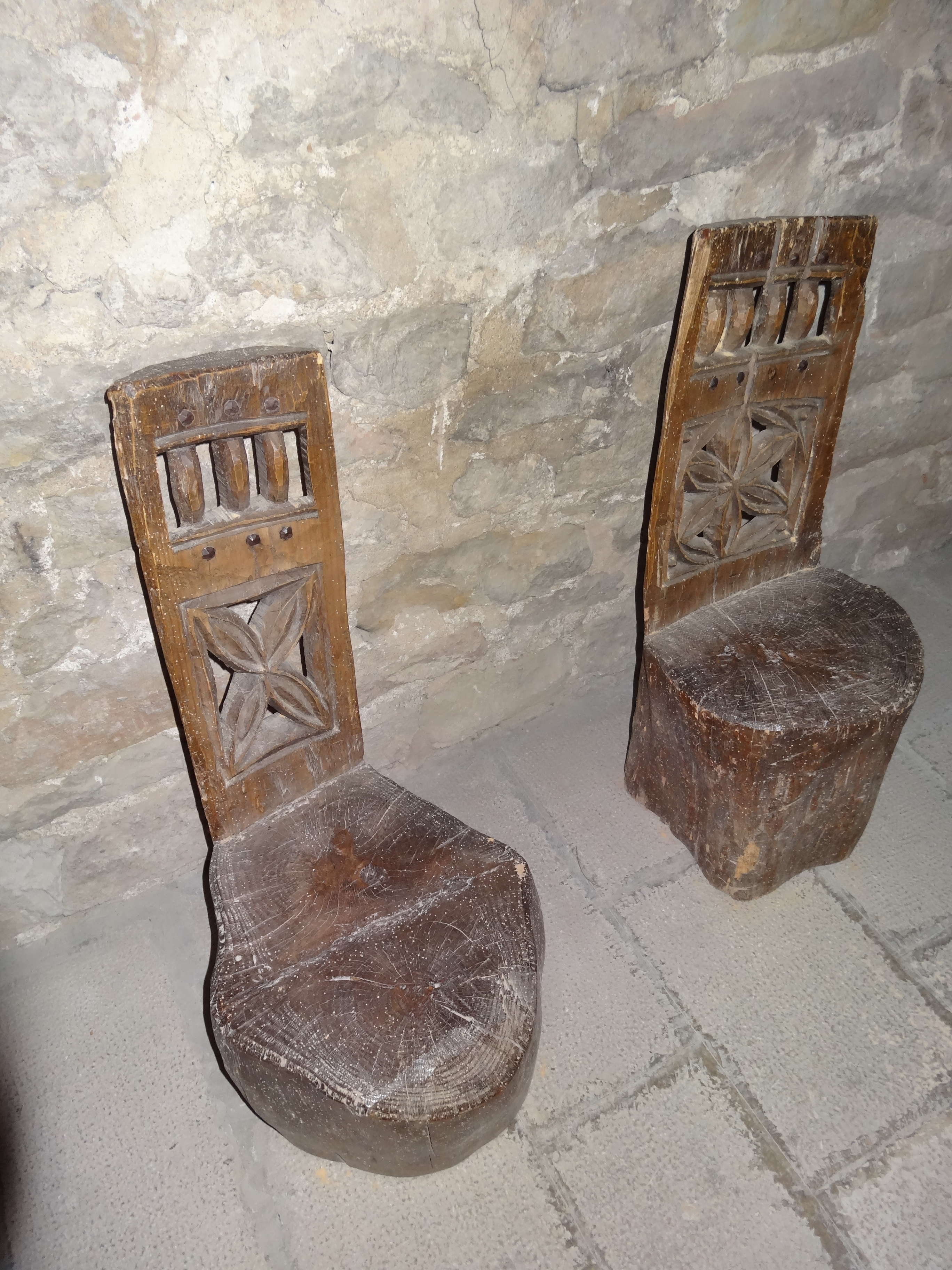
Holzklotzstühle aus der Kirche Santa Maria de la Tossa de Montbui, Provinz Barcelona

### Nach der Bauweise
- Freischwinger, ohne Hinterbeine
- Schaukelstuhl
- Schemel oder Hocker, ohne Rückenlehne
- Klappstuhl, Schwedenstuhl
- Stapelstuhl
- Sattelstuhl
- Kniestuhl
- Windsor-Stuhl
- Voyeuse, auch „Konversationsstuhl“ oder „Spielstuhl“

### Nach der Funktion
- Bürostuhl (Drehstuhl, Arbeitsstuhl, Sattelstuhl)
- Elektrischer Stuhl
- Liegestuhl
- Kinderstuhl
- Friseurstuhl, Zahnarztstuhl
- Kirchenstuhl
- Geburtsstuhl
- Autositz
- Reinraumstuhl
- Rollstuhl

## Designklassiker

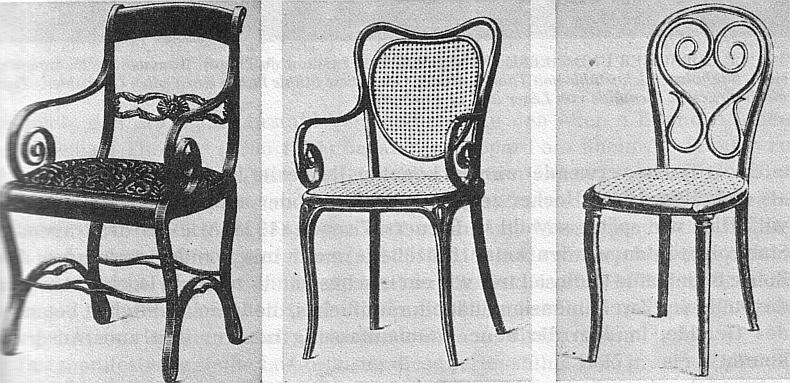
Rechts: Kaffeehausstuhl von Michael Thonet (1851)
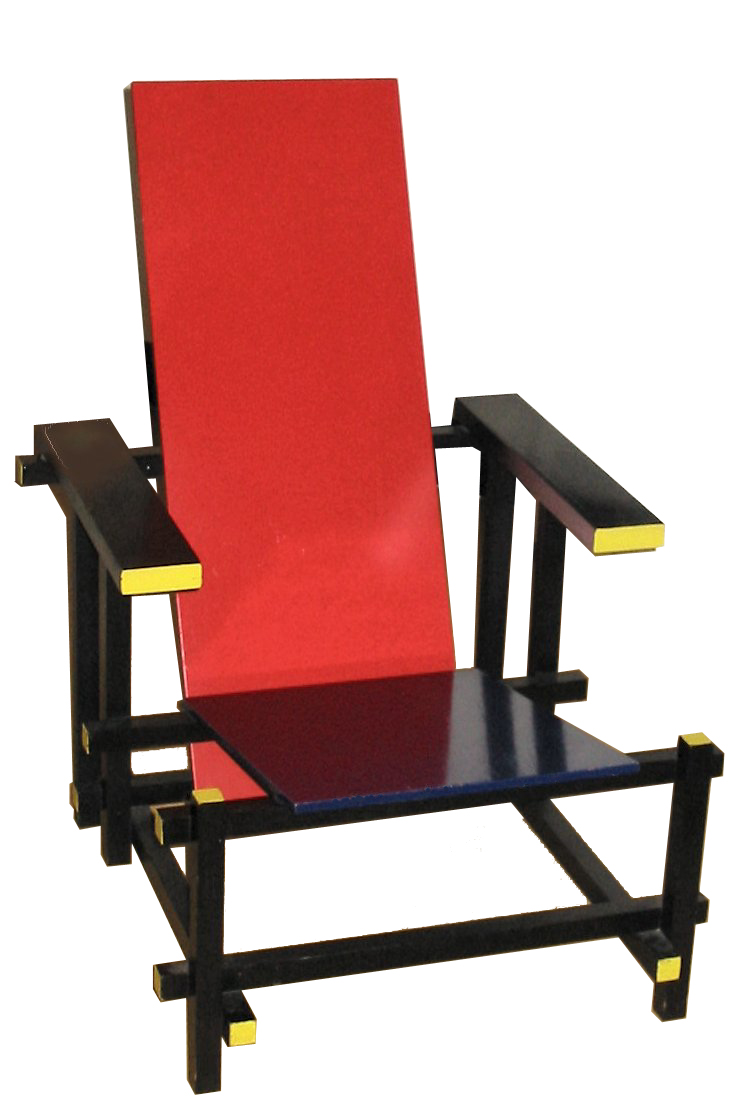
Rot-blauer Stuhl von Gerrit Rietveld (1917)
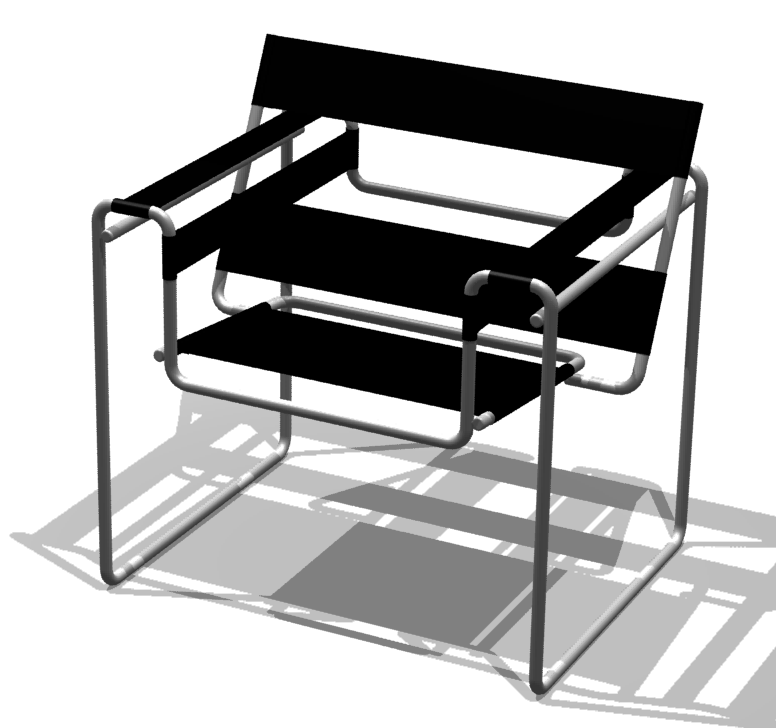
Clubsessel B 3 von Marcel Breuer (1925)
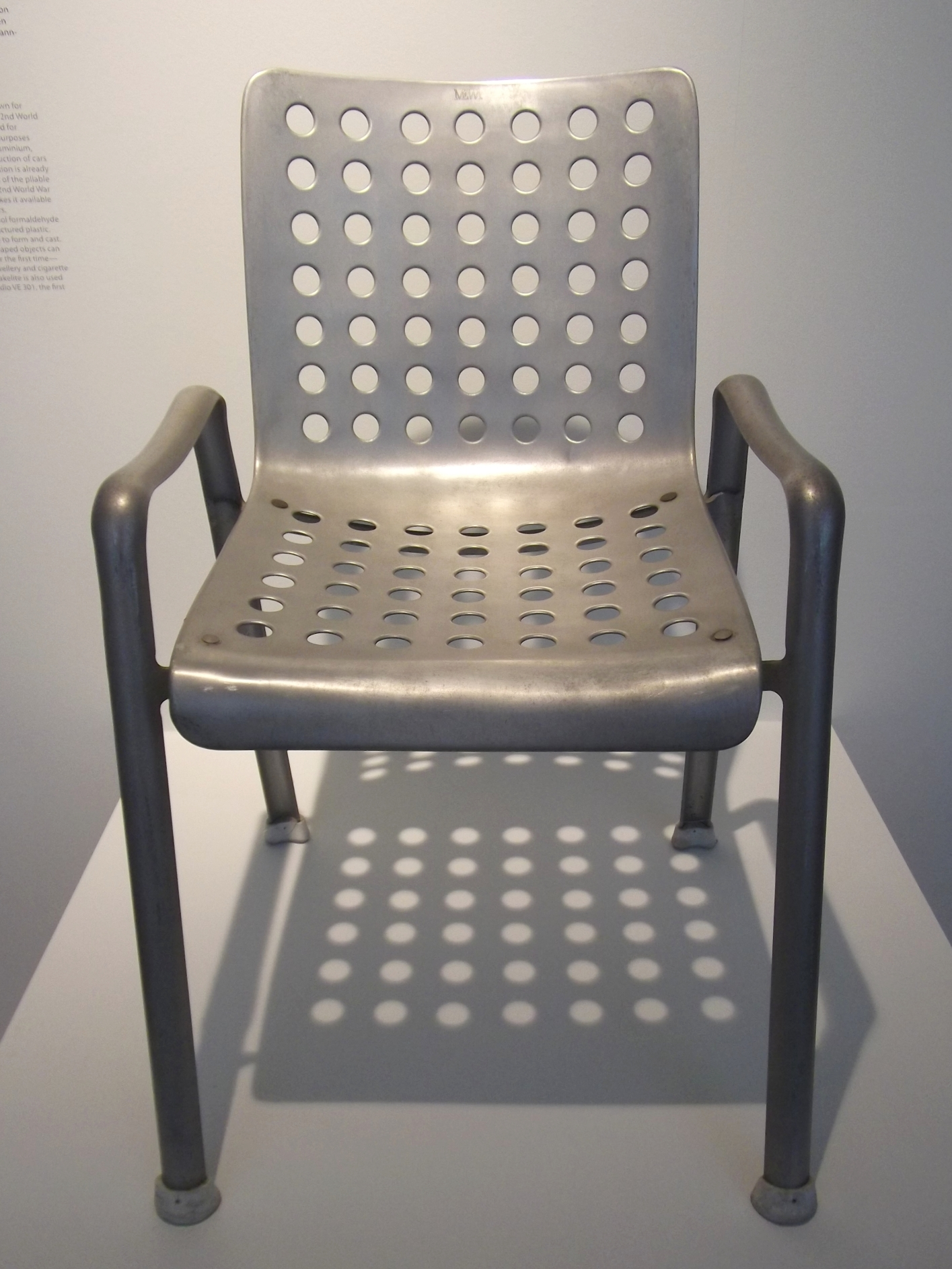
Landi-Stuhl von Hans Coray (1939)
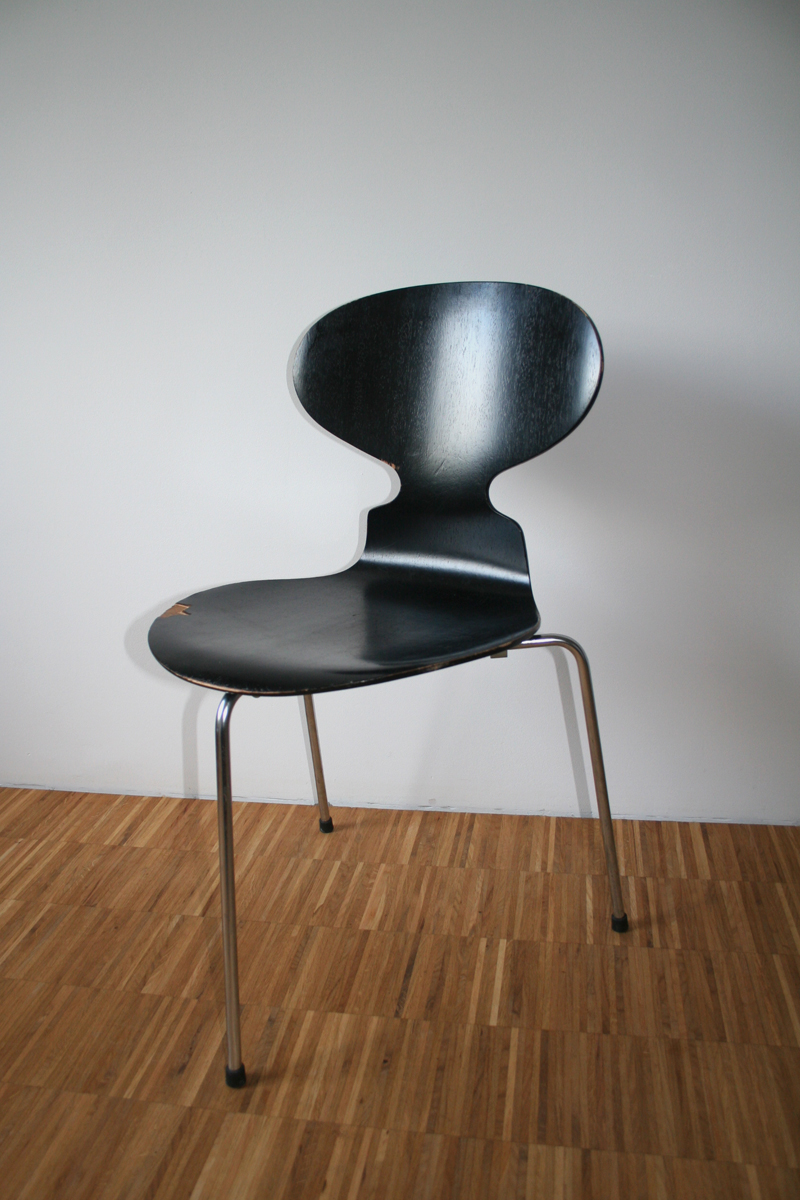
Arne Jacobsen: Stuhl 3100,  Ameisenstuhl genannt (1950)
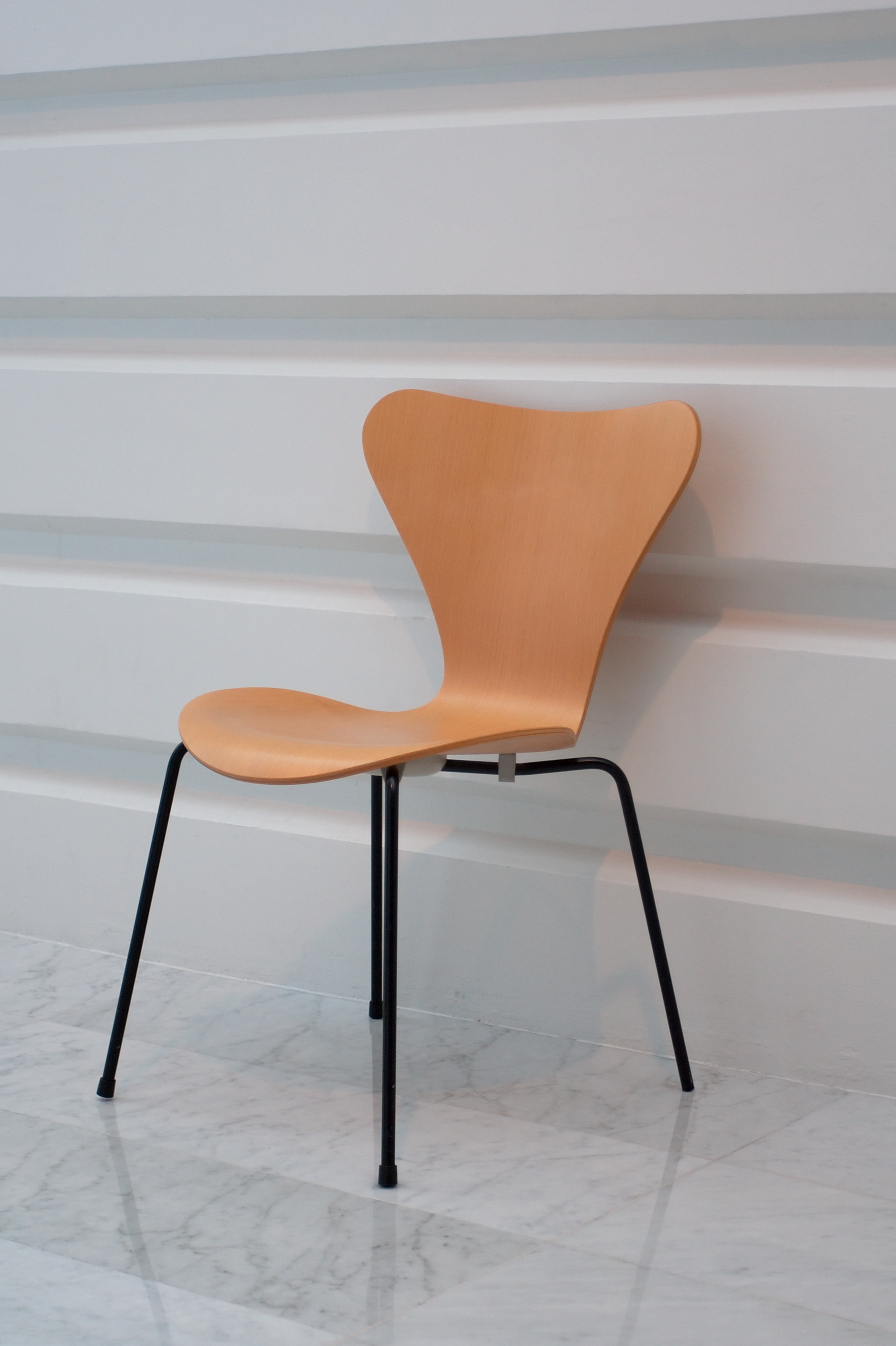
Arne Jacobsen: Stuhl 3107 (1955)
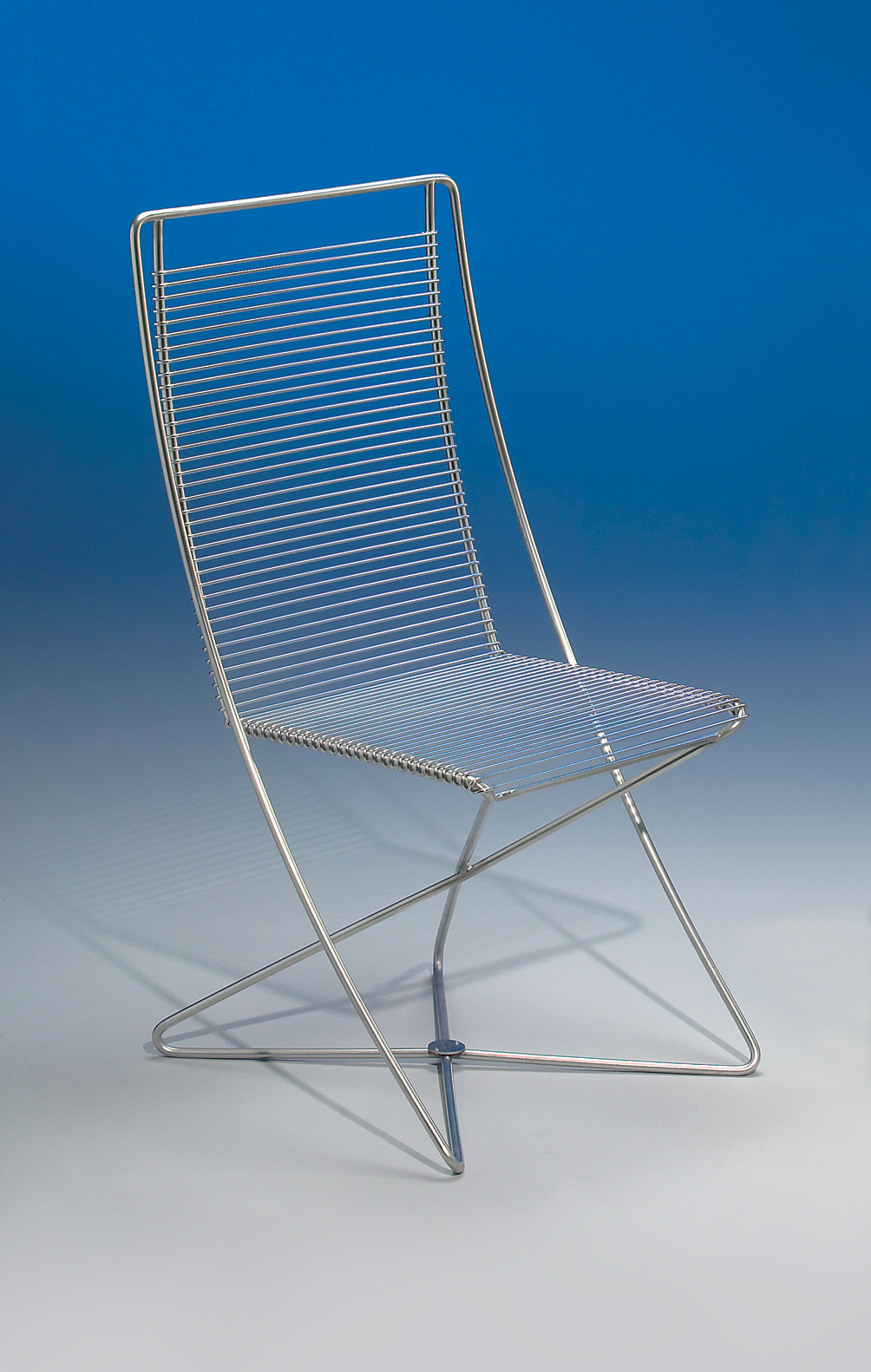
Kreuzschwinger von Till Behrens (1960)
Bofinger-Stuhl (1964/1966)
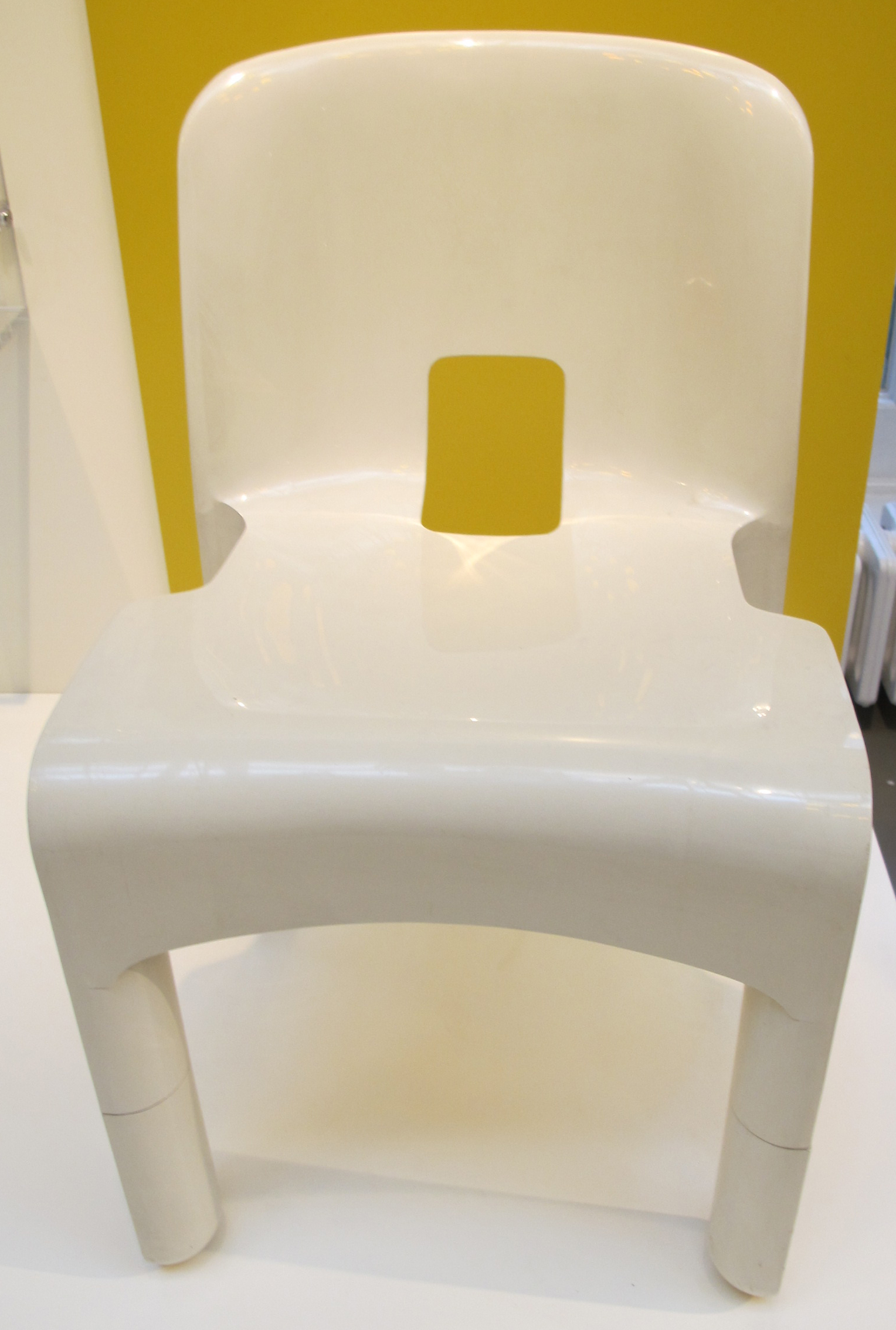
Stuhl Universale 4867 von Joe Colombo, Kunststoff, zweiteilig, höhenverstellbar und stapelbar. Vorgänger des einteiligen Monobloc-Stuhls (1965)
Verner Panton (Modell von 1967)